# Charles Barwig
Charles Barwig (Hesse-Darmstadt, 19 de marzo de 1837-Mayville, 15 de febrero de 1912) fue un político alemán-estadounidense. Representó a Wisconsin en la Cámara de Representantes de los Estados Unidos.

## Biografía
Nacido en Hesse-Darmstadt durante la Confederación Alemana, Barwig emigró a los Estados Unidos en 1845 con sus padres, quienes se establecieron en Milwaukee, Wisconsin. Asistió a las escuelas públicas y se graduó de Spencerian Business College en Milwaukee en 1857. Se mudó a Mayville, Wisconsin en 1865 y se dedicó al negocio mayorista de licores. Se desempeñó como alcalde de Mayville desde 1886 hasta 1888.
Barwig fue elegido demócrata en los congresos quincuagésimo primero, quincuagésimo segundo y quincuagésimo tercero (4 de marzo de 1889 - 3 de marzo de 1895) como representante del segundo distrito del Congreso de Wisconsin. Se desempeñó como presidente del Comité de Gastos del Departamento del Tesoro (Quincuagésimo tercer Congreso). Fue un candidato fracasado a la reelección en 1894 al 54.º Congreso. Se dedicó al negocio inmobiliario. Falleció en Mayville, Wisconsin, el 15 de febrero de 1912. Fue enterrado en el cementerio de Graceland.
El hijo de Barwig, Byron Barwig, se desempeñó como alcalde de Mayville antes de convertirse en miembro del Senado del estado de Wisconsin.